# Chesnee
Chesnee is een plaats (city) in de Amerikaanse staat South Carolina, en valt bestuurlijk gezien onder Cherokee County en Spartanburg County.

## Demografie
Bij de volkstelling in 2000 werd het aantal inwoners vastgesteld op 1003.
In 2006 is het aantal inwoners door het United States Census Bureau geschat op 1053, een stijging van 50 (5,0%).

## Geografie
Volgens het United States Census Bureau beslaat de plaats een oppervlakte van
2,3 km², geheel bestaande uit land. Chesnee ligt op ongeveer 298 m boven zeeniveau.

## Plaatsen in de nabije omgeving
De onderstaande figuur toont nabijgelegen plaatsen in een straal van 24 km rond Chesnee.